# Tartak (Ostrołęka)
Pour les articles homonymes, voir Tartak.
Tartak (prononciation : [ˈtartak]) est un village polonais de la gmina de Łyse dans le powiat d'Ostrołęka de la voïvodie de Mazovie dans le centre-est de la Pologne.
Il se situe à environ 28 km au nord d'Ostrołęka (siège du powiat) et à 127 km au nord de Varsovie (capitale de la Pologne).
Le village compte approximativement une population de 210 habitants.

## Histoire
De 1975 à 1998, le village appartenait administrativement à la voïvodie d'Ostrołęka.